# Karl Altenburger
Karl Altenburger (* 27. August 1909 in Altenburg; † 2. Februar 1978 in Jestetten) war ein deutscher Radrennfahrer und Unternehmer.

## Sportliche Laufbahn
Altenburger gewann als Amateur 1928 die Bayrische Rundfahrt, er war damals gerade 19 Jahre alt. Vier weitere Siege in Eintagesrennen folgten in jener Saison. 1929 siegte er in der Harzrundfahrt, im Großen Opel-Preis von Deutschland und im Rennen Rund um Niedersachsen. 1930 erhielt er einen Vertrag als Profi im Radsportteam Mifa. 1931 gewann er das Rennen Circuit Franco-Suisse.
Er fuhr die Tour de France 1931, schied jedoch aus. 1932 wurde er 48. im Gesamtklassement der Tour, 1933 schied er erneut aus. In der Meisterschaft von Zürich 1932 wurde er beim Sieg von August Erne Dritter. 1933 erreichte er einen 4. Platz bei Mailand–Sanremo, zeitgleich mit dem Sieger Learco Guerra. Er gewann eine Etappe der Tour de Suisse, die er als 20. beendete. 1934 wurde er Zweiter im Großen Straßenpreis von Hannover hinter Gerhard Huschke. Die Tour du Lac Léman (Genfersee-Rundfahrt) entschied er 1935 für sich. Den Giro d’Italia bestritt er dreimal, der 17. Gesamtrang 1935 war sein bestes Ergebnis, 1933 wurde er 27. Er blieb bis 1938 als Berufsfahrer aktiv.

## Berufliches
Noch während und nach seiner Laufbahn war er als Konstrukteur tätig und entwickelte unter anderem Aluminiumfelgen und Bremsen. 1940 gründete Altenburger die Altenburger Werke mit Sitz in Jestetten. Die Firma produzierte Fahrradkomponenten, insbesondere Bremsen und Schaltungen.